# Řády, vyznamenání a medaile Slovinska

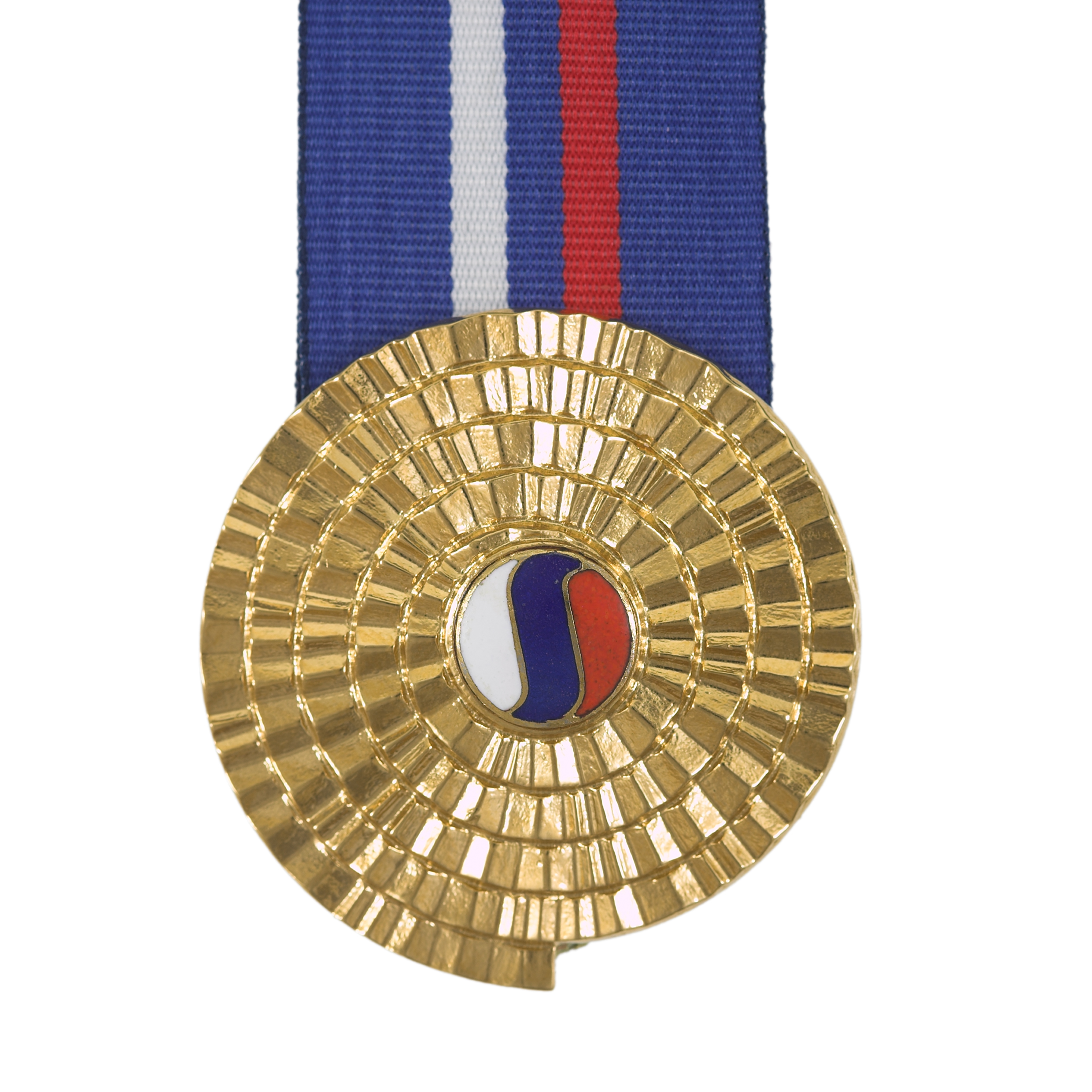
Řád svobody Slovinské republiky

V systému státních vyznamenání Slovinska je nejvýše postavený Řád svobody Slovinské republiky. Ostatní řády a medaile byly založeny jako uznání zásluh ve prospěch Slovinska a jeho lidu. Řád za mimořádné zásluhy je udílen v jediné třídě, zatímco níže postavený Řád za zásluhy je udílen ve třech třídách, každá z nich ve třech divizích. Tato vyznamenání byla zřízena zákonem z roku 2004 Zákon o vyznamenáních Slovinské republiky.

## Řády
- Řád svobody Slovinské republiky (Častni znak svobode Republike Slovenije) byl založen roku 1992.[3] Udílen je ve třech třídách za služby poskytované na obranu svobody a prosazování suverenity Slovinské republiky.[4][5]
  -  Zlatý Řád svobody Slovinské republiky (Zlati častni znak svobode RS)
  -  Stříbrný Řád svobody Slovinské republiky (Srebrni častni znak svobode RS)
  -  Řád svobody Slovinské republiky (Častni znak svobode RS)
- Řád za mimořádné zásluhy byl založen v roce 2004. Udílen je za výjimečnou práci a službu při prosazování státní suverenity, prosperity, proslulosti a pokroku v kulturní, ekonomické, vědecké, sociální a politické oblasti.[6]
- Řád za zásluhy byl založen roku 2004. Udílen je za mimořádné služby pro Slovinskou republiku v civilní, diplomatické či vojenské a bezpečnostní oblasti.[1][7][7][8]
  -  Zlatý Řád za zásluhy, civilní verze (Zlati red za zasluge na civilnem področju)
  -  Stříbrný Řád za zásluhy, civilní verze (Srebrni red za zasluge na civilnem področju)
  -  Řád za zásluhy, civilní verze (Red za zasluge na civilnem področju)
  -  Zlatý Řád za zásluhy, diplomatická verze (Zlati red za zasluge na diplomatsko mednarodnem področju)
  -  Stříbrný Řád za zásluhy, diplomatická verze (Srebrni red za zasluge na civilnem področju)
  -  Řád za zásluhy, diplomatická verze (Red za zasluge na diplomatsko mednarodnem področju)
  -  Zlatý Řád za zásluhy, vojenská verze (Zlati red za zasluge na vojaškem oziroma varnostnem področju)
  -  Stříbrný Řád za zásluhy, vojenská verze (Srebrni red za zasluge na vojaškem oziroma varnostnem področju)
  -  Řád za zásluhy, vojenská verze (Red za zasluge na vojaškem oziroma varnostnem področju)

## Medaile
- Medaile za zásluhy (Medalja za zasluge) bylo založena roku 2004. Udílena je za mimořádné úspěchy s důležitým přínosem pro rozvoj a mezinárodní postavení Slovinska.[9]
- Medaile za chrabrost (Medalja za hrabrost) byla založena roku 2004. Udílena je za osobní chrabrost a sebeobětování při záchraně lidského života či majetku.[10]
- Medaile za ctihodný čin (Medalja za častna dejanja) byla založena roku 2004. Udílena je za výjimečné akce hodné zvláštního uznání.[11]